# Эйгес, Владимир Романович
Владимир Романович Эйгес (12 января 1877, Суджа, Курская губерния — 28 октября 1949, Москва) — русский и советский философ и математик.

## Биография
Родился 31 декабря 1876 года (по старому стилю) в семье земского врача Рувима Манасиевича Эйгеса (1840—1926) и переводчицы Софии Иосифовны Эйгес (1846—1910). Вырос и окончил гимназию в Брянске; после окончания университета вновь работал в Брянске и в Рыбинске (где родилась его младшая дочь).
Заведовал кафедрой математики Московского автомобильно-дорожного института имени В. М. Молотова (МАДИ), до середины 1930-х годов доцент, затем профессор.
До 1917 года опубликовал несколько философских работ. Основные научные труды в области геометрии.
В напечатанной в газете «Правда» от 3 июля 1936 года статье «О врагах в советской маске», продолжавшей травлю математика Н. Н. Лузина, ему среди прочего вменялась незаслуженная характеристика научной деятельности В. Р. Эйгеса: 

"Ещё более блестящие и столь же незаслуженные отзывы давал академик Лузин и о работах В. Эйгеса, В. Депутатова, П. Бессонова и многих других. Так, беспардонно захваливая В. Эйгеса, он писал: «В. Эйгес является автором весьма глубокого, ценного и интересного исследования по основам геометрии. Эти исследования ещё важны и тем, что они совершенно оригинальны, замыслены и выполнены их автором самостоятельно в порядке одинокого исследователя, вне всяких влияний со стороны». Проверка этой работы проф. Хинчиным показала, что «как этот доклад, так и несколько представленных автором рукописей, посвящённых различным вопросам геометрии, носят вполне ученический характер и не содержат элементов сколько-нибудь серьёзного научного исследования».— О врагах в советской маске
 В этой связи публикации о деле Лузина часто путают В. Р. Эйгеса с его младшим братом Александром, также математиком и доцентом Московского института стали и сплавов, который не занимался геометрией.

## Семья
- Дочери — Тамара Владимировна Эйгес (1913—1981), художник; Нелли (1909—?).
- Сёстры — Екатерина Романовна Эйгес (1890—1958), поэтесса и библиотечный работник, была замужем за математиком П. С. Александровым[8]; Анна Романовна Эйгес (1873/1874—1966), переводчица (известен её перевод «Страданий молодого Вертера» Гёте, 1893 и 1937); Надежда Романовна Эйгес (1883—1975), педагог, основательница первых в России яслей.
- Братья — Константин Эйгес, композитор, философ и теоретик музыки; Иосиф Эйгес (1887—1953), литературовед и музыковед; Александр Эйгес (1880—1944), математик и литературовед; Вениамин Эйгес (1888—1956), художник; Евгений Эйгес (1878—1957), врач.

## Публикации
- Критика феноменализма. Брянск: Типография А. Итина, 1905. — 95 с.
- Критика феноменализма (О мироотношениях). М.: Типография О. Л. Сомовой, 1914. — 95 с.
- Философские этюды: I. Сознание и бытие. Настоящее и временность. Трансцендентные бездны. II. О философии Вл. Соловьева, Бергсона и Лосского. М.: Труд, 1917. — 178 с.
- Сборник задач по аналитической геометрии в пространстве с подробными решениями (Из задач, дававшихся на упражнениях в 1922—1923 уч. г. в Моск. высш. техн. училище). / Сборник сост. А. С. Некрасовым и А. А. Шубиным, под ред. В. М. Эйгес. М.: Макиз, 1923. — 32 с.
- Мнимый сегмент и мнимый пояс евклидовой сферы как субстрат неевклидовых геометрий. Труды Всероссийского съезда математиков в Москве (27 апреля — 4 мая 1927). Под редакцией проф. И. И. Привалова. М.—Л.: ОГИЗ, 1928. — 280 с.
- Дифференциальная геометрия в пространстве. М.: МАДИ, 1934. — 44 с.
- Строительная индустрия: справочное руководство по гражданскому и промышленному строительству. Т. 2: Математика (раздел «Аналитическая геометрия»). М.—Л.: ОНТИ НКТП СССР, 1935. — 559 с.